# Schinella I di Collalto
Schinella I di Collalto (fl. XII secolo) è stato un nobile feudatario italiano.

## Biografia
Schinella I nacque dal conte Ensedisio I di Collalto. L'imperatore Federico I confermò a lui ed ai suoi fratelli il loro dominio sui fiumi Piave e Sile, con l'autorità di pescare e navigare da San Martino di Treviso fino alle lagune.

## Discendenza
Sono noti tre figli di Schinella I:
- Ensedisio II di Collalto;
- Rambaldo VI di Collalto;
- Alberto di Collalto.